# Nemoleon overlaeti
Nemoleon overlaeti är en insektsart som först beskrevs av Navás 1931.  Nemoleon overlaeti ingår i släktet Nemoleon och familjen myrlejonsländor. Inga underarter finns listade i Catalogue of Life.